# Infanteribrigad 49
Infanteribrigad 49, förkortat IB 49, var ett typförband i svenska armén.
Införandet av Infanteribrigad m/49 innebar att Armén lämnade den tidigare strukturen med fältregementen och istället organiserades i brigadform där olika truppslag bildade brigadens olika delar. Brigadorganisation 49 innebar, trots förbättringar, att infanteribrigaden alltjämt hade låg rörlighet och svag eldkraft mot både pansar och flyg. Den svarade inte mot efterkrigstidens hotbild.
Under intryck av världshändelserna, främst Koreakriget, fattade riksdagen beslut 1953 om en långsiktig materielplan och man påbörjade arbetet med att avhjälpa bristerna i brigadorganisation 49. Försök med nya förbandstyper och ny materiel ledde fram till en förbättrad organisation, som fick namnet 49 R (reviderad). Det innebar bland annat att antalet hästar starkt minskade och att antalet lastbilar och traktorer ökade. Hästarna fanns nu endast inom bataljonernas ram. De viktigaste förstärkningarna var ett stormkanonkompani med sex vagnar och ett tungt granatkastarkompani med nio pjäser, samtidigt som specialkompaniets tunga granatkastare kvarstod. Brigaden disponerade då 15 tunga granatkastare.

## Infanteribrigadens organisation
- Brigadledning
- Jägarpluton
- Tre skyttebataljoner med vardera
  - Tre skyttekompanier med kulspruta m/42, raketgevär m/49 och en 8 cm granatkastare. Senare tillfördes granatgevär m/48
  - Understödskompani med tre 8 cm grk, fyra ksp m/36 och pansarvärnskanon m/38
  - Trosskompani.
- Pansarskyddskompani med pansarvärnskanon m/38 eller m/43 (vid vissa brigader stormartillerivagnar SAV)
- Specialkompani med sex 12 cm grk m/41 och fyra infanterikanoner m/45
- Luftvärnskompani med 40 mm luftvärnsautomatkanon m/36
- Ingenjörskompani
- En underhållsgrupp (reducerad bataljon)

Brigadens personalstyrka var cirka 4 500 man. Den personliga beväpningen utgjordes främst av automatgevär m/42, gevär och kulsprutepistol. En av bataljonerna i brigaden var utrustad med cyklar, medan de övriga var hänvisade till fotmarsch. Med införandet av cykeltolkning ökade förbandens marschhastighet från 4 km/tim till 15 km/tim. Med egna och tillförda cyklar kunde en brigad bli helt cykelburen. Cyklarna delades ut från lastbilsflak och släp och de viktigaste hästarna och kärrorna lastades upp på tömda cykeltransportbilar. Trossenheterna på kompani- och bataljonsnivå var dock fortfarande hästanspända och antalet lastbilar var litet. Skyttebataljonerna var alltjämt beroende av cirka 100 hästar och kärror.